# Woluntaryzm
Woluntaryzm (z łac. voluntas – wola) – termin wprowadzony przez Ferdinanda Tönniesa, oznaczający zespół poglądów szczególnie akcentujących rolę woli w etyce i życiu ludzkim. W woluntaryzmie wola jest najwyższą władzą człowieka. 
Woluntaryzm przeciwstawia się intelektualizmowi (akcentującemu szczególnie rozum) oraz sentymentalizmowi (akcentującemu szczególnie uczucia i intuicję).

## Filozofia
W historii filozofii rolę woli szczególnie akcentowali:
- Immanuel Kant, według którego od charakteru woli zależy wartość moralna czynów,
- Duns Szkot, według którego normy prawdy i dobra zależą od woli Bożej i jako takie mogą być przez Boga zmieniane. Duns Szkot przeciwstawiał się w ten sposób intelektualizmowi tomistycznemu. Podobne poglądy prezentował William Ockham (pocz. XIV w.).
- Arthur Schopenhauer głosił, że wola jest szczególnym rodzajem nadrzędnej rządzącej światem siły.

Woluntaryzm występuje najczęściej w różnych wersjach pragmatyzmu, obecny jest np. u Williama Jamesa, w pewnej mierze w duchowości i etyce jezuickiej.